# Estadio Patricio Lumumba
Estadio Patricio Lumumba – wielofunkcyjny stadion w Camagüey na Kubie. Jest obecnie używany głównie dla meczów piłki nożnej oraz innych dyscyplin sportowych. Swoje mecze rozgrywa na nim drużyna piłkarska FC Camagüey. Stadion może pomieścić 2 000 widzów.